# Øystein Martinsen
Øystein Martinsen (* 14. Mai 1976 in Tromsø, Norwegen) ist ein norwegischer Schauspieler.

## Leben
Nach seiner Ausbildung an der Kunsthochschule Oslo im Jahr 2004 spielte er an verschiedenen Theatern, bevor er einem internationalen Publikum durch seine Mitwirkung in den Netflix-Produktionen 22. Juli und Norsemen bekannt wurde.

## Filmografie (Auswahl)
- 2005: Next Door (Naboer)
- 2006: Jul i Tøyengata
- 2010: Wide Blue Yonder
- 2015: Stup
- seit 2016: Norsemen
- 2018: Side om side
- 2018: Aber Bergen
- 2018: 22. Juli
- 2019: Tunnelen